# Edgard Delvo
Edgard Delvo (Gent, 20 juni 1905 - Jette, 27 augustus 1999) was een Belgisch socialistisch syndicalist, die tijdens de Tweede Wereldoorlog collaborateur van de bezetter werd en van 1942 tot 1944 leider was van de Unie van Hand- en Geestesarbeiders (UHGA).

## Levensloop

### Jeugd
Delvo werd geboren op 20 juni 1905 in een Gents socialistisch arbeidersgezin. Op vijftienjarige leeftijd ging hij van start met een opleiding aan de normaalschool. In 1924 werd hij als corrector in de socialistische Volksdrukkerij aangenomen. Een jaar later behaalde hij een acte van bibliothecaris. Delvo werd vervolgens vrij student aan de Gentse universiteit, waar hij psychologie, pedagogie, sociale en economische wetenschap volgde.
Delvo was daarnaast actief in de leiding van de Gentse Arbeiders Jeugd (AJ), die zich inspireerde op de Duitse jeugdorganisatie Wandervogel. De nadruk van de AJ lag op het zelfstandige jeugdleven, de culturele ontplooiing van haar leden, de socialistische gemeenschapsbeleving en de natuurbeleving. Terzelfder tijd was Delvo actief als lokale secretaris van de Belgische Werklieden Partij (BWP) van 'Gent Voetweg'. In 1928 werd hij secretaris van de Centrale voor Arbeidsopvoeding om 4 jaar later benoemd te worden tot secretaris-generaal van deze organisatie. In 1939 werd Hendrik De Man partijvoorzitter van de BWP. Delvo geraakte beïnvloed door diens ideeën en werd een nauw medewerker van De Man. 

### Vlaams-nationalisme
Rond deze periode had Delvo zijn eerste contacten met  Vlaams-nationalisten als Joris van Severen, Victor Leemans en Lode Claes. Hierdoor kwam hij tot de conclusie dat hun opvattingen verbazend dicht bijeen liggen en samen vatten ze het plan op om een tijdschrift “Tijd en Taak” uit te brengen. Het uitbreken van de oorlog besloot hier echter anders over. In de meidagen van 1940 vluchtte Edgard Delvo naar Frankrijk. Bij zijn terugkeer in juni van dat jaar werd hij door Viktor Leemans gevraagd om hem zo snel mogelijk op te zoeken. Deze sprak hem over de te vormen Eenheidsbeweging waarin het Vlaams Nationaal Verbond (VNV) het voortouw zou nemen. Delvo zag hierin het ultieme middel om zijn socialistische en volksnationale ideeën te verwezenlijken en werd al snel opgenomen in de Raad van Leiding. Delvo, die een steile carrière maakte bij het VNV, kreeg als vrijgestelde van de partij al onmiddellijk de verantwoordelijkheid voor de opleiding en de vorming in het VNV. Samen met Reimond Tollenaere drukte hij alzo in het eerste bezettingsjaar zijn stempel op het beleid van de partij. Ze vormden een span die Staf De Clercq adviseerde onvoorwaardelijk samen te werken met Duitsland om zo de macht in handen te krijgen. Zij meenden dat moest worden aangestuurd op een overeenkomst met de Schutzstaffel (SS). Toen in juli 1941 Tollenaere naar het Oostfront ging, werd Delvo – die van Staf de Clercq bevel kreeg in Vlaanderen te blijven - ook tijdelijk propagandaleider. Dat ontging ook de Duitse bezetter niet, die hem op 19 maart 1942 benoemde tot leider van de Unie van Hand- en Geestesarbeiders (UHGA), in opvolging van de bij de Duitsers in ongenade gevallen Victor Grauls. Op tal van volksvergaderingen verdedigde hij rond deze periode dan ook het nationaal-solidaristisch programma van de beweging.
Deze eenheidsvakbond had voor Delvo het instrument moeten zijn om zijn ideeën in praktijk om te zetten, ondanks de moeizame samenwerking met de Duitse bezetter. Tot het eind van de bezetting publiceerde hij wekelijks een artikel in het VNV-blad Volk en Staat.  In juli 1944 schreef hij zijn opvattingen neer in ‘Sociale collaboratie’, een boek dat in 1975 zou verschijnen. Wanneer de Duitse troepen zich uit België terugtrokken, verliet ook Delvo het land en werd hij tot het einde van de oorlog in mei '45 minister van Sociale Zaken van de Vlaamsche Landsleiding. Na het mislukte Ardennenoffensief ging de Raad uiteen en Delvo vluchtte naar Oostenrijk.

### Na de Tweede Wereldoorlog
Na de oorlog werd Delvo door een militaire rechtbank in België ter dood veroordeeld bij verstek. Om zijn straf te ontlopen zwierf hij jarenlang, gescheiden van vrouw en kinderen, door Duitsland. In 1974 keerde hij als staatloos burger naar België terug, nadat hij erin geslaagd was om in 1969 het vonnis te laten wijzigen en de strafmaat te verminderen tot twintig jaar hechtenis. 
De publicatie van zijn boek Sociale collaboratie bracht hem terug in de belangstelling. Delvo zag het boek niet enkel als een historisch document, hij hoopte er opnieuw een politieke rol van betekenis door te kunnen spelen als raadgever van extreemrechts. Het maandblad Dietsland-Europa bood hem daartoe de mogelijkheid en tussen 1976 en 1983 verschenen er talrijke artikels van zijn hand in. Hij bleef onvermoeibaar doorschrijven en gaf in 1978 zijn memoires uit: De mens wikt… Ten slotte volgde in 1983 nog “Democratie in stormtij, herinneringen aan de jaren 30”.
Wanneer Delvo met een amnestielijst aan de Europese verkiezingen van 10 juni 1979 wilde deelnemen, toonde de Volksunie zich bereid om de vijf benodigde stemmen van parlementsleden te leveren voor het indienen van de lijst. Delvo kon zich als staatloze echter niet verkiesbaar stellen. In 1996 voerde het Vlaams Blok Delvo opnieuw op, tijdens de voorbereidingen voor haar eerste sociaal-economisch congres. Zo verscheen er rond deze periode in het partijblad een paginagroot artikel over Delvo onder de titel 'Van marxist tot nationalist'. 
Na zijn overlijden op 27 augustus 1999 in het ziekenhuis van Jette kreeg Delvo een paginagroot in memoriam in het Vlaams Blok Magazine (oktober 1999), waarin toenmalig ondervoorzitter van het Vlaams Blok Roeland Raes hem “Een belangrijk richtinggever wat de samensmelting tussen de nationale en sociaalbewogen motiveringen aangaat” noemde.

## Publicaties
- In dienst der arbeidersopvoeding: handboek voor medewerkers van de opvoedingscentrale (De Jongh, 1937)[5]
- Hedendaagsch humanistisch streven: Democratisch socialisme en zijn beteekenis voor de BWP (De Sikkel, 1939)[6]
- Arbeiders, mijn kameraden!: Ons geleidt de nieuwe tijd (Dietschland, 1941)[7]
- Arbeid en arbeiders in de volksche orde (Uitgave Wie op; 1941)[8]
- Sociale collaboratie: pleidooi voor een volksnationale sociale politiek (Nederlandsche Boekhandel, 1975)[9]
- De mens wikt: Terugblik op een wisselvallig leven (Nederlandsche Boekhandel, 1978)[10]
- Democratie in stormtij: democratisch socialisme in de crisisjaren dertig (Nederlandsche Boekhandel, 1983)[11]